# Sopwith Baby
Sopwith Baby là một mẫu thủy phi cơ ném bom/trinh sát/tiêm kích của Anh, được Cục Không quân Hải quân Hoàng gia (RNAS) sử dụng từ năm 1915.

## Quốc gia sử dụng
Úc
 Canada
- Không quân Canada
- Cục Không quân Hải quân Hoàng gia Canada

 Chile
- Không quân Chile
- Hải quân Chile

 Pháp
- Không quân Pháp

 Greece
- Hải quân Hy Lạp

 Ý
 Nhật Bản
 Hà Lan
- Không quân Hải quân Hà Lan

 Na Uy
- Cục Không quân Hải quân Hoàng gia Na Uy

 Anh Quốc
- Cục Không quân Hải quân Hoàng gia
- Không quân Hoàng gia Anh

 Hoa Kỳ
- Hải quân Hoa Kỳ

## Tính năng kỹ chiến thuật

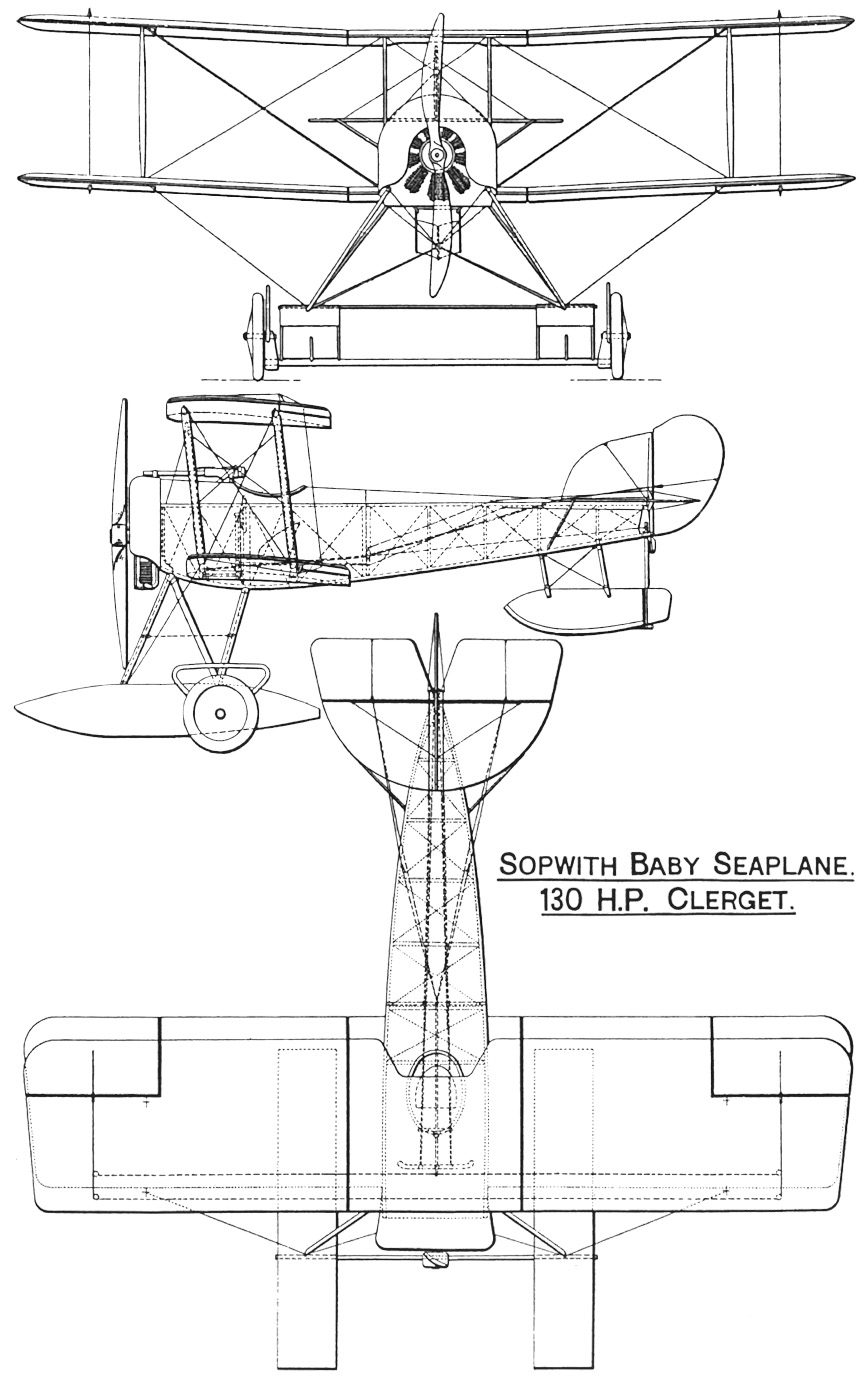
Sopwith Baby

Dữ liệu lấy từ Holmes, 2005. p 44.
Đặc điểm tổng quát
- Kíp lái: 1
- Chiều dài: 23 ft 0 in (7,01 m)
- Sải cánh: 25 ft 8 in (7,82 m)
- Chiều cao: 10 ft 0 in (3,05 m)
- Diện tích cánh: 240 ft² (22,30 m²)
- Trọng lượng rỗng: 1.226 lb (557 kg)
- Trọng lượng có tải: 1.715 lb (779 kg)
- Động cơ: 1 × Clerget, 110 hp (82 kW)

 Hiệu suất bay 
- Vận tốc cực đại: 87 knot (100 mph, 162 km/h) trên mực nước biển
- Trần bay: 10.000 ft (3.050 m)
- Vận tốc lên cao: 285 ft/phút (1,45 m/s)
- Thời gian bay: 2,25 h

Trang bị vũ khí

- 1 × Súng máy Lewis
- 2 × bom 65 lb (28 kg)